# لبيبة صوايا
لبيبة ميخائيل صوايا (1876 - 1916) شاعرة ومدرسة وصحفية لبنانية. ولدت في مدينة طرابلس الشام. تلقت علومها في مدرسة الأمريكان فيها وتخرجت فيها. عملت لبضعة أعوام بالمدرسة نفسها ولكنها أنهت حياتها العملية مديرة لإحدى المدارس الوطنية في حمص، ثم تفرغت للإبداع الأدبي. نشطت في نشر شعرها ومقالاتها في بعض جرائد ومجلات عصرها، وشاركت في الكثير من المنتديات الثقافية بشعرها وخطبها التي كانت تلقيها في المناسبات المختلفة. تولت في أواخر حياتها إدارة إحدى المدارس الوطنية في حمص، فتوفيت فيها. من آثارها حسناء سالونيك وهي قصة في تاريخ الانقلاب الدستوري العثماني والحنو الطاهر، ترجمتها عن الأنكليزية والزنبقة والبنفسجة والوردوالحسبان بالإحسان.

## سيرتها
ولدت لبيبة بنت ميخائيل جرجس صوايا عام 1876 في مدينة طرابلس ودرس في المدرسة الأمريكية العالية للبنات. وتخرّجت عام 1892 وألقت في حفل التخرّج قصيدة نشرتها مجلة الآثار التي أصدرها عيسى معلوف عام 1914.

عملت في التدريس في  نفس مدرستها لخمس سنوات. ثم انتقلت إلى حمص ودرّست في المدارس الروسية فيها. عيّنت بعدها مديرة لأحد المستشفيات. وعملت في الصحافة فحرّرت في عدة صحف مثل المورد الصافي ولسان الاتحاد. كان لها نشاط ملحوظ في المجعيات الأدبية والتربويّة. أسهمت في تأسيس الجمعية الخيرية النسائية بمدينة طرابلس، ثم انتخبت رئيسة لها، كما كانت رئيسة لجمعية عضد اليتامى بمدينة طرابلس.

توفيت في مدينة حمص في 1916.

## مؤلفاتها
- حسناء سالونيك، 1909، قصة في تاريخ الانقلاب الدستوري العثماني.
- الحنو الطاهر، ترجمتها عن الأنكليزية ونشرتها في جريدة دليل حمص عام 1913.
- الزنبقة
- البنفسجة
- الورد
- الحسبان بالإحسان